# Квізартиніб
Квізартиніб (англ. Quizartinib) — , що продається під торговою маркою «Ванфліта» — протипухлинний препарат, який використовується для лікування гострого мієлобластного лейкозу. Це низькомолекулярний інгібітор рецептора тирозинкінази. Молекулярною мішенню препарату є FLT3, також відомий як CD135, який є протоонкогеном. Мутації FLT3 є одними з найпоширеніших мутацій при гострому мієлолейкозі через внутрішню тандемну дуплікацію FLT3, і наявність цієї мутації є маркером несприятливого результату. Найпоширенішими побічними ефектами є лейкопенія з гарячкою або без неї, зниження рівня електролітів (калію, магнію або кальцію) у крові, підвищення рівня ферментів печінки або креатинфосфокінази, діарея, виразки або почервоніння в роті (мукозит), нудота, біль у животі, сепсис, головний біль, блювання та інфекція верхніх дихальних шляхів. Квізартиніб був схвалений для медичного використання в Японії в жовтні 2019 року, у США в липні 2023 року, та в Європейському Союзі в листопаді 2023 року.

## Медичне використання
Квізартиніб показаний у комбінації зі стандартною індукційною терапією цитарабіном та антрацикліном та консолідаційною терапією цитарабіном, а також як підтримуюча монотерапія після консолідуючої хіміотерапії для лікування вперше діагностованого гострого мієлобластного лейкозу з позитивною реакцією внутрішньої тандемної дуплікації FLT3.

## Побічні ефекти
Етикетка FDA містить обрамлене застереження, в якому зазначається подовження інтервалу QT, torsades de pointes та зупинка серця. Квізартініб може завдати шкоди ненародженій дитині (ембріофетальна токсичність).

## Механізм дії
Квізартініб селективно інгібує рецепторів тирозинкінази III класу, включаючи тирозинкіназу 3, пов'язану з FMS (FLT3/STK1), рецептор колонієстимулюючого фактора 1 (CSF1R/FMS), рецептор фактора стовбурових клітин (SCFR/KIT) та рецептори фактора росту тромбоцитів (PDGFR). Мутації викликають постійну активацію шляху FLT3, що призводить до пригнічення ліганд-незалежної проліферації лейкемічних клітин та апоптозу.

## Історія
Ефективність квізартинібу з хіміотерапією оцінювали в QuANTUM-First (NCT02668653), рандомізованому, подвійному сліпому, плацебо-контрольованому дослідженні за участю 539 учасників з нещодавно діагностованим гострим мієлобластним лейкозом з позитивною внутрішньою тандемною дуплікацією FLT3. Статус внутрішньої тандемної дуплікації FLT3 визначали проспективно за допомогою клінічного аналізу та ретроспективно перевіряли за допомогою супутнього діагностичного аналізу мутацій FLT3 LeukoStrat CDx. Учасників рандомізували (1:1) для отримання квізартинібу (n=268) або плацебо (n=271) з індукційною та консолідаційною терапією, а також як підтримуючу монотерапію відповідно до початкового призначення. Повторної рандомізації на початку постконсолідаційної терапії не проводилося. Учасники, які перейшли до трансплантації гемопоетичних стовбурових клітин, розпочали підтримуючу терапію після одужання після трансплантації гемопоетичних стовбурових клітин. Основним показником ефективності була загальна виживаність, що вимірювалася від дати рандомізації до смерті з будь-якої причини. Первинний аналіз було проведено після мінімального періоду спостереження 24 місяці після рандомізації останнього пацієнта. Дослідження продемонструвало статистично значуще покращення загальної виживаності для групи квізартинібу [коефіцієнт ризику 0,78; 95 % довірчий інтервал: 0,62, 0,98; 2-сторонній p = 0,0324]. Частота повної ремісії у групі квізартинібу становила 55 % (95 % довірчий інтервал: 48,7, 60,9) із медіаною тривалості 38,6 місяців (95 % довірчий інтервал: 21,9, NE), а частота повної ремісії у тих, хто отримував плацебо, становила 55 % (95 % довірчий інтервал: 49,2, 61,4) із медіаною тривалості 12,4 місяців (95 % довірчий інтервал: 8,8, 22,7).
FDA задовольнило заявку на пріоритетний розгляд квізартинібу, прискорений розгляд та визначення його як орфанного препарату.

### Клінічні дослідження
У 2012 році було повідомлено про хороші результати клінічного дослідження II фази для лікування рефрактерного гострого мієлобластного лейкозу — в учасників, яким згодом була проведена трансплантація стовбурових клітин. Станом на липень 2023 року було завершено 17 клінічних досліджень препарату, а ще 11 є активними.

## Суспільство та культура

### Правовий статус
У 2019 році заявку на квізартиніб було відхилено в Європейському Союзі.
У вересні 2023 року комітет з лікарських засобів для людини Європейського агентства з лікарських засобів ухвалив позитивний висновок, рекомендуючи видати дозвіл на маркетинг лікарського засобу «Ванфліта», призначеного для лікування гострого мієлобластного лейкозу з позитивним результатом на FLT3-ITD. Заявником на цей лікарський засіб стало «Daiichi Sankyo Europe GmbH».
Квізартиніб був схвалений для медичного застосування в Японії в жовтні 2019 року, в США в липні 2023 року, та в Європейському Союзі в листопаді 2023 року.

### Торгові марки
Квізартиніб є міжнародною непатентованою назвою. Квізартиніб продається під торговою маркою «Ванфліта».